# Mark Hadlow
Mark Hadlow (Nuova Zelanda, 1957) è un attore e comico neozelandese.

## Biografia
Mark Hadlow è uno dei più importanti artisti della Nuova Zelanda, vincitore di numerosi premi. Ha pubblicato inoltre un CD intitolato Tall Tales, che tratta di storie per bambini.

## Filmografia
- Meet The Feebles - film TV, regia di Peter Jackson (1990)
- King Kong , regia di Peter Jackson (2005)
- Last Of The Living - film TV (2008)
- Lo Hobbit - Un viaggio inaspettato (The Hobbit: An Unexpected Journey), regia di Peter Jackson (2012)
- Lo Hobbit - La desolazione di Smaug (The Hobbit: The Desolation of Smaug), regia di Peter Jackson (2013)
- Lo Hobbit - La battaglia delle cinque armate (The Hobbit - The Battle of Five Armies), regia di Peter Jackson (2014)
- Macchine mortali (Mortal Engines), regia di Christian Rivers (2018)

## Doppiatori italiani
- Roberto Stocchi ne Lo Hobbit - Un viaggio inaspettato (Dori), Lo Hobbit - La desolazione di Smaug, Lo Hobbit - La battaglia delle cinque armate
- Francesco De Francesco in Lo Hobbit - un viaggio inaspettato (Berto)